# Byung-Chul Han
Pour les articles homonymes, voir Han.
Byung-Chul Han, aussi orthographié Pyŏng-ch'ŏl Han, est un essayiste et philosophe sud-coréen vivant en Allemagne, né en 1959 à Séoul. Théoricien de la culture, il est actuellement professeur de philosophie à l'université des arts de Berlin.

## Biographie
Byung-Chul Han a étudié la métallurgie en Corée du Sud à l'université de Corée avant d'émigrer en Allemagne dans les années 1980 pour étudier la philosophie, la littérature allemande et la théologie catholique à Fribourg en Brisgau et Munich. Il obtient son doctorat à l'université de Fribourg en Brisgau avec une thèse sur Martin Heidegger en 1994.
En 2000, il rejoint le département de philosophie de l'université de Bâle, où il obtient son habilitation universitaire. En 2010, il devient un membre du corps professoral à la Staatliche Hochschule für Gestaltung Karlsruhe, où ses domaines d'intérêt sont la philosophie du XVIIIe au XXe siècle, l'éthique, la philosophie sociale, la phénoménologie, la théorie culturelle, l'esthétique, la religion, la théorie des médias et la philosophie interculturelle. Depuis 2012, il enseigne la philosophie et les études culturelles à l'université des arts de Berlin, où il dirige le programme d'études générales nouvellement créé.
Han est l'auteur de nombreux livres, parmi lesquels on trouve des traités sur ce qu'il appelle La Société de la fatigue (« Müdigkeitsgesellschaft »), une « société de la transparence » (« Transparenzgesellschaft »), et sur son concept néologique de shanzai, qui vise à identifier les modes de déconstruction dans les pratiques contemporaines du capitalisme chinois.
Ses travaux de Han se concentrent aussi sur la transparence en tant que norme culturelle. Selon Han, les exigences de transparence au service de l'économie, illustrées par les actions du Parti des pirates, se font au profit du système capitaliste, renforcent le système politico-économique actuel et ouvrent la voie à un système totalitaire, en opposition avec une société basée sur la confiance. S'il est légitime dans une démocratie que les décisions politiques se fassent dans la transparence, il n'en va pas autant de données personnelles telles que le nom des contacts de chacun, les maladies et autres informations concernant la vie privée. La démocratie ne nécessite pas plus de transparence, mais un examen de l'impact des technologies de l'information sur le processus politique.
Dans un entretien publié en 2011, Byung-Chul Han déclare qu'il préfère se tenir à l'écart des interviews à la radio et à la télévision, et qu'il divulgue rarement des détails biographiques ou personnels, y compris sa date de naissance, au public. Le journaliste qui l'interroge note que, « [n]on seulement il m'a gentiment mais fermement demandé d'éteindre le magnétophone et de ne me fier qu'à mes notes manuscrites, mais il a aussi refusé catégoriquement de répondre à la question sur son âge. En Asie, explique-t-il, (...) la date de naissance d'une personne joue un rôle beaucoup moins important qu'en Occident. Une culture qui voit le monde comme un processus cyclique de retour ne considère pas la naissance ou la mort avec le pathos que leur accorde la pensée occidentale. »

## Œuvre

### En allemand
- Heideggers Herz. Zum Begriff der Stimmung bei Martin Heidegger, Wilhelm Fink, Paderborn 1999.
- Todesarten. Philosophische Untersuchungen zum Tod, Wilhelm Fink, Paderborn 1999.
- Martin Heidegger. UTB, Stuttgart 1999.
- Tod und Alterität. Wilhelm Fink, Paderborn 2002.
- Philosophie des Zen-Buddhismus, Reclam, Stuttgart 2002.
- Was ist Macht, Reclam, Stuttgart 2005.
- Hyperkulturalität: Kultur und Globalisierung, Merve, Berlin 2005.
- Hegel und die Macht. Ein Versuch über die Freundlichkeit; Wilhelm Fink, Paderborn 2005.
- Gute Unterhaltung. Eine Dekonstruktion der abendländischen Passionsgeschichte, Verlag Vorwerk 8, Berlin 2007.
- Abwesen: Zur Kultur und Philosophie des Fernen Osten, Merve, Berlin 2007.
- Duft der Zeit: Ein philosophischer Essay zur Kunst des Verweilens, Transkript 2009.
- Müdigkeitsgesellschaft, Matthes & Seitz, Berlin 2010,  (ISBN 978-3-88221-616-5).
- Shanzhai 山寨 - Dekonstruktion auf Chinesisch, Merve, Berlin 2011,  (ISBN 978-3-88396-294-8).
- Topologie der Gewalt, Matthes & Seitz, Berlin 2011,  (ISBN 978-3-88221-495-6).
- Transparenzgesellschaft; Matthes & Seitz, Berlin 2012,  (ISBN 978-3-88221-595-3).
- Agonie des Eros, Matthes & Seitz, Berlin 2012,  (ISBN 978-3-88221-973-9).
- Bitte Augen schließen. Auf der Suche nach einer anderen Zeit, Matthes & Seitz Berlin 2013 ebook,  (ISBN 978-3-88221-064-4).
- Digitale Rationalität und das Ende des kommunikativen Handelns. Matthes & Seitz Berlin 2013,  (ISBN 978-3-88221-066-8).
- Im Schwarm. Ansichten des Digitalen, Matthes & Seitz Berlin 2013,  (ISBN 978-3-88221-037-8).
- Psychopolitik: Neoliberalismus und die neuen Machttechniken (Essay Collection). S. Fischer Verlag Francfort 2014  (ISBN 978-3100022035).
- Close-Up in Unschärfe. Bericht über einige Glückserfahrungen. Merve, Berlin 2016,  (ISBN 978-3-88396-387-7).
- Lob der Erde. Eine Reise in den Garten. Ullstein, Berlin 2018,  (ISBN 978-3-550-05038-1).
- Vom Verschwinden der Rituale. Eine Topologie der Gegenwart. Ullstein, Berlin 2019,  (ISBN 978-3-550-05071-8).
- Kapitalismus und Todestrieb. Essays und Interviews. Matthes & Seitz, Berlin 2019,  (ISBN 978-3-95757-830-3).
- Palliativgesellschaft. Schmerz heute. Matthes & Seitz, Berlin 2020.  (ISBN 978-3-95757-269-1).
- Undinge. Umbrüche der Lebenswelt. Ullstein, Berlin 2021.  (ISBN 978-3-550-20125-7).
- Infokratie. Digitalisierung und die Krise der Demokratie. Matthes & Seitz, Berlin 2021.  (ISBN 978-3-7518-0526-1).
- Vita Contemplativa oder von der Untätigkeit. Ullstein, Berlin 2022.  (ISBN 978-3-550-20213-1).
- Die Krise der Narration. Matthes & Seitz, Berlin 2023.  (ISBN 978-3-7518-0564-3).

### Traductions en français
- La société de la fatigue [« Müdigkeitsgesellschaft »]  (trad. de l'allemand), Belval, Circé, 2014, 120 p. (ISBN 978-2-842-42356-8)[5]
- Le désir : Ou l'enfer de l'identique [« Agonie des Eros »]  (trad. de l'allemand), Autrement, 2014, 125 p. (ISBN 978-2-746-73563-7)
- Dans la nuée : Réflexions sur le numérique [« Im Schwarm: Ansichten des Digitalen »]  (trad. de l'allemand), Arles, Actes Sud, 2015, 101 p. (ISBN 978-2-330-03913-4)
- Le parfum du temps : Essai philosophique sur l'art de s'attarder sur les choses [« Duft der Zeit: Ein philosophischer Essay zur Kunst des Verweilens »]  (trad. de l'allemand), Belval, Circé, 2016, 182 p. (ISBN 978-2-842-42363-6)
- Psychopolitique : Le Néolibéralisme et les nouvelles techniques de pouvoir [« Psychopolitik: Neoliberalismus und die neuen Machttechniken »]  (trad. de l'allemand), Belval, Circé, 2016, 128 p. (ISBN 978-2-842-42391-9)
- Sauvons le beau : L'esthétique à l'ère numérique [« Die Errettung des Schönen »]  (trad. de l'allemand), Arles, Actes Sud, 2016, 128 p. (ISBN 978-2-842-42391-9)
- La société de transparence [« Transparenzgesellschaft »]  (trad. de l'allemand), Paris, PUF, 2017, 120 p. (ISBN 978-2-13-078718-1)
- Topologie de la violence [« Topologie der Gewalt »]  (trad. de l'allemand), éditions R&N, 2019, 180 p. (ISBN 979-1-096-56213-8)
- Amusez-vous bien ! : Du bon divertissement [« Gute Unterhaltung »]  (trad. de l'allemand), Paris, PUF, 2019, 192 p. (ISBN 978-2-130-81748-2)
- L'expulsion de l'autre : Société, perception et communication contemporaines [« Die Austreibung des Anderen. Gesellschaft, Wahrnehmung und Kommunikation heute »]  (trad. de l'allemand), Paris, PUF, 2020, 228 p. (ISBN 978-2-130-82528-9)
- Thanatocapitalisme. Essais et entretiens [« Kapitalismus und Todestrieb. Essays und Interviews »]  (trad. de l'allemand), Paris, PUF, 2021, 186 p. (ISBN 978-2-130-82530-2)
- La fin des choses : Bouleversements du monde de la vie [« Undinge. Umbrüche der Lebenswelt »]  (trad. de l'allemand par Olivier Mannoni), Arles, Actes Sud, 2022, 144 p. (ISBN 978-2-330-16190-3)
- Infocratie. Numérique et crise de la démocratie [« Infokratie. Digitalisierung und die Krise der Demokratie »]  (trad. de l'allemand par Oliver Mannoni), Paris, PUF, 2023, 103 p. (ISBN 978-2-130-83789-3)
- Un voyage dans les jardins : Éloge de la terre [« Lob der Erde. Eine Reise in den Garten »]  (trad. de l'allemand par Olivier Mannoni), Arles, Actes Sud, 2023, 160 p. (ISBN 978-2-330-17313-5)
- Vita contemplativa ou de l'inactivité [ [« Vita Contemplativa oder von der Untätigkeit »]  (trad. de l'allemand par Olivier Mannoni), Arles, Actes Sud, 2024, 133 p. (ISBN 978-2-330-18663-0)